# Grande icosidodecaedro retrocamuso
In geometria, il grande icosidodecaedro retrocamuso è un poliedro stellato uniforme avente 92 facce - 80 triangolari e 12 a forma di pentagramma - 150 spigoli e 60 vertici.

## Coordinate cartesiane
Le coordinate cartesiane per i vertici del grande icosidodecaedro retrocamuso, spesso indicato con il simbolo U74 e il cui inviluppo convesso è un dodecaedro camuso non uniforme, sono date da tutte le permutazioni pari di:
{\displaystyle \left(\,\pm 2\alpha ,\,\pm 2,\,\pm 2\beta \,\right)}
{\displaystyle \left(\,\pm (\alpha -\beta \varphi -\varphi ^{-1}),\,\pm (\alpha \varphi ^{-1}+\beta -\varphi ),\,\pm (-\alpha \varphi -\beta \varphi ^{-1}-1)\,\right)}
{\displaystyle \left(\,\pm (\alpha \varphi -\beta \varphi ^{-1}+1),\,\pm (-\alpha -\beta \varphi +\varphi ^{-1}),\,\pm (-\alpha \varphi ^{-1}+\beta +\varphi )\,\right)}
{\displaystyle \left(\,\pm (\alpha \varphi -\beta \varphi ^{-1}-1),\,\pm (\alpha +\beta \varphi +\varphi ^{-1}),\,\pm (-\alpha \varphi ^{-1}+\beta -\varphi )\,\right)}
{\displaystyle \left(\,\pm (\alpha -\beta \varphi +\varphi ^{-1}),\,\pm (-\alpha \varphi ^{-1}-\beta -\varphi ),\,\pm (-\alpha \varphi -\beta \varphi ^{-1}+1)\,\right)}
con un numero pari di segni più, dove {\displaystyle \varphi ={\tfrac {1+{\sqrt {5}}}{2}}} è la sezione aurea, {\displaystyle \xi \approx 0,3264046} è la più piccola radice positiva dell'equazione {\displaystyle {\begin{aligned}\xi ^{3}-2\xi =-{\frac {1}{\varphi }}\quad \implies \quad \xi &={\frac {\left(1+i{\sqrt {3}}\right){\sqrt[{3}]{{\frac {1}{2\varphi }}+{\sqrt {{\frac {1}{4\varphi ^{2}}}-{\frac {8}{27}}}}}}+\left(1-i{\sqrt {3}}\right){\sqrt[{3}]{{\frac {1}{2\varphi }}-{\sqrt {{\frac {1}{4\varphi ^{2}}}-{\frac {8}{27}}}}}}}{2}}\\[4pt]\end{aligned}}}
e
{\displaystyle {\begin{aligned}\alpha &=\xi -{\frac {1}{\xi }},\\[4pt]\beta &=-{\frac {\xi }{\varphi }}+{\frac {1}{\varphi ^{2}}}-{\frac {1}{\xi \varphi }}.\end{aligned}}}

## Poliedri correlati
Dato un grande icosidodecaedro retrocamuso di spigolo pari a 1, il suo circumraggio è pari a
{\displaystyle R={\frac {1}{2}}{\sqrt {\frac {2-x}{1-x}}}=0,580002\dots }
dove {\displaystyle x} è la radice dell'equazione
{\displaystyle x^{3}+2x^{2}={\Big (}{\tfrac {1\pm {\sqrt {5}}}{2}}{\Big )}^{2}.}
Le quattro radici positive dell'equazione in {\displaystyle \mathbb {R} ^{2}},
{\displaystyle 4096R^{12}-27648R^{10}+47104R^{8}-35776R^{6}+13872R^{4}-2696R^{2}+209=0}
sono, in ordine, i circumraggi del grande icosidodecaedro retrocamuso (U74), del grande icosidodecaedro camuso (U57), del grande icosidodecaedro camuso invertito (U69) e del dodecaedro camuso (U29).

### Grande esacontaedro pentagrammico
Il grande esacontaedro pentagrammico è un poliedro stellato isoedro, nonché il duale del grande icosidodecaedro retrocamuso, avente per facce 60 pentagrammi irregolari.
Dato un grande icosidodecaedro retrocamuso di spigolo pari a 1, immaginando il grande esacontaedro pentagrammico come composto da 60 facce intersecanti a forma di pentagramma irregolare, come riportato nella figura sottostante, di cui solo una parte visibile all'esterno del solido, e considerando la già citata sezione aurea e il numero {\displaystyle \xi \approx 0,946\,730\,033\,56} - maggior radice positiva del polinomio {\displaystyle P=8x^{3}-8x^{2}+\phi ^{-2}} - ogni faccia risulta avere quattro angoli uguali di ampiezza pari a {\displaystyle \arccos(\xi )\approx 18,785\,633\,958\,24^{\circ }} e uno angolo di ampiezza pari a {\displaystyle \arccos(-\phi ^{-1}+\phi ^{-2}\xi )\approx 104,857\,464\,167\,03^{\circ }}, con tre lati lunghi e due corti le cui lunghezze stanno in un rapporto pari a {\displaystyle {\frac {2-4\xi ^{2}}{1-2\xi }}\approx 1,774\,215\,864\,94}